# Centro 25 de Junio
Centro 25 de Junio (también conocida como Salta Forestal km 50) es una localidad en el departamento Anta, provincia de Salta, Argentina.

## Población
Contaba con 806 habitantes (Indec, 2001), lo que representa un descenso del 11,1% frente a los 907 habitantes (Indec, 1991) del censo anterior.

## Defensa Civil

### Sismicidad
La sismicidad del área de Salta es frecuente y de intensidad baja, y un silencio sísmico de terremotos medios a graves cada 40 años.
- Sismo de 1930: aunque dicha actividad geológica catastrófica, ocurre desde épocas prehistóricas, el terremoto del 24 de diciembre de 1930 (94 años),[2] señaló un hito importante dentro de la historia de eventos sísmicos jujeños, con 6,4 Richter. Pero nada cambió extremando cuidados y/o restringiendo códigos de construcción.[1]
- Sismo de 1948: el 25 de agosto de 1948 (76 años) con 7,0 Richter, el cual destruyó edificaciones y abrió numerosas grietas en inmensas zonas[2][1]
- Sismo de 2010: el 27 de febrero de 2010 (15 años) con 6,1 Richter